# Голубев, Игорь Владимирович
Игорь Владимирович Голубев (10 июня 1961, Витебск — 1 марта 2024) — белорусский скульптор-монументалист, автор более двух десятков памятников культурным и религиозным деятелям Беларуси и России. Наиболее известные скульптуры — памятник Архангелу Михаилу в центре Минска и памятник Ефросинии Полоцкой в Полоцке.

## Биография
Родился 10 июня 1961 года в Витебске.
В 1990 году закончил Белорусский театрально-художественный институт. Учился у Анатолия Аникейчика, Анатолия Артимовича.
Участник художественных выставок с 1992 года. Член Белорусского Союза художников с 1996 г.
Жил и работал в Минске и Витебске. Скончался 1 марта 2024 г. в Москве во время командировки. Похоронен на Мазурском кладбище в Витебске.

## Творчество
Работал в области станковой и монументальной скульптуры.

### Памятники
- «Вечный странник» Язепу Дроздовичу в Минске[1] (1993),
- «Архангел Михаил, побеждающий дракона» в Минске (1996),
- Памятник Ефросинии Полоцкой в Минске[2] (1999)
- Наполеону Орде в Иваново, Брестская область (1997),
- Владимиру Короткевичу (бюст) в Орше,
- Памятник Евфросинии Полоцкой в Полоцке
- «Ангел со свечой» на воинском кладбище в г. Орша
- «Андрей Полоцкий» в Полоцке (2008 г.)
- «Богородица» перед костелом Вознесения Пресвятой Девы Марии в Миорах, Витебская область[7],
- Кирилу Туровскому в Минске (2001)[3]
- Серафиму Саровскому в Курчатове[4] (совместно с А. Следковым) (2016)

### Скульптурные композиции
- «Диалог Симона Будного и Василия Тяпинского» в университетском городке БГУ в Минске
- «Эхо Любви» (совместно с Сергеем Сотниковым) на станции Богушевская в Богушевске[5][6] (2024)
- «Бобр, сидящий на скамейке» в Бобруйске (2008 г.),
- «Русалка» в Лепеле (2009 г.),
- «Скобарь» в Пскове (2014 г.),

### Барельефы и мемориальные доски
- «Песня о зубре» и «Алфавит Франциска Скорины» в университетском городке БГУ в Минске[4], «Спиридон Соболь» на здании Свято-Духовской церкви Кутеинского монастыря в Орше (1998)

### Станковые композиции
- «Памяти погибших в годы Великой Отечественной войны посвящается» (1992), «Письмо с фронта» (1992), «Грюнвальдская битва» (1993) и другие.

## Фотогалерея работ

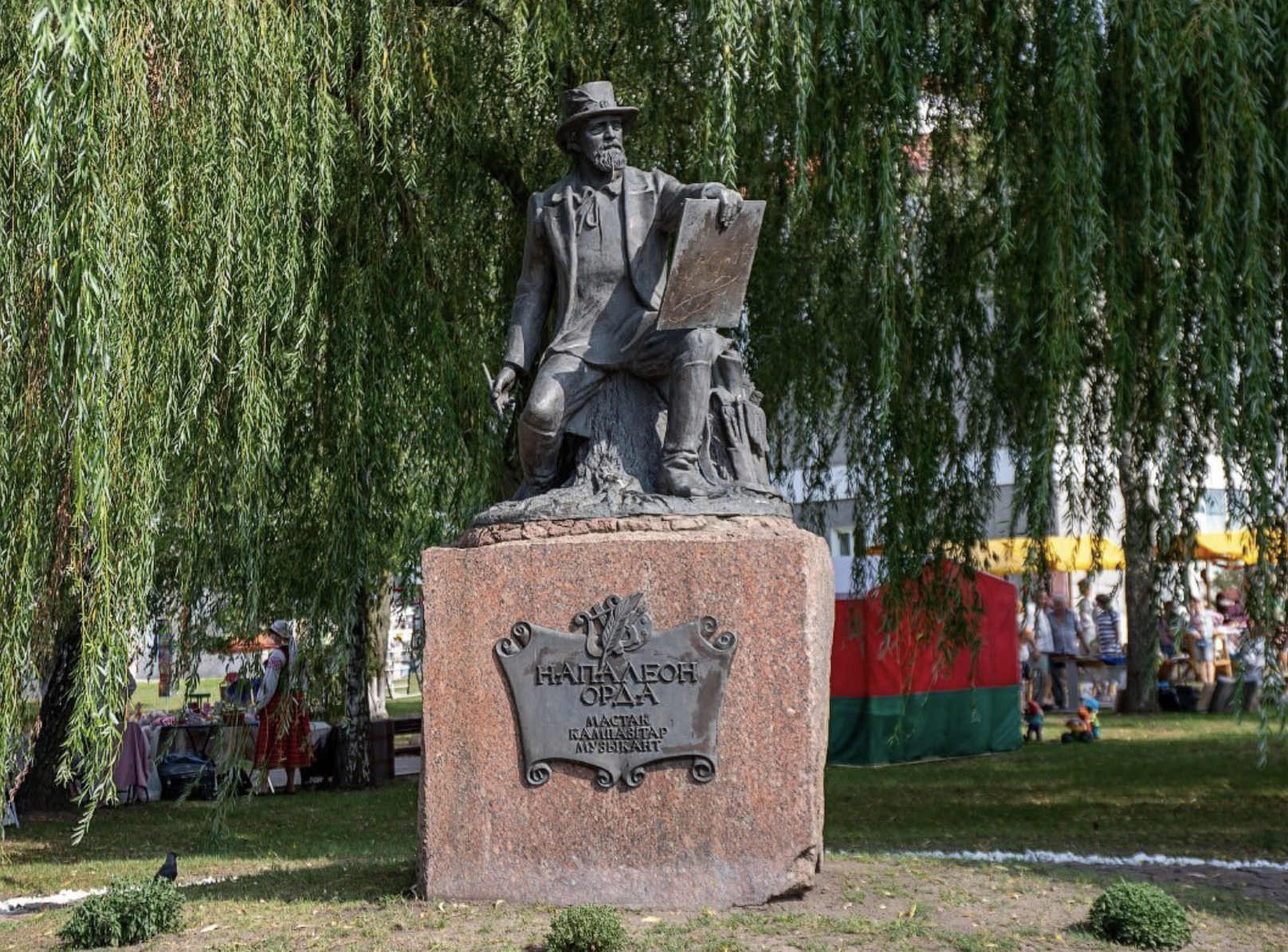
Памятник Наполеону Орда, Иваново, Беларусь

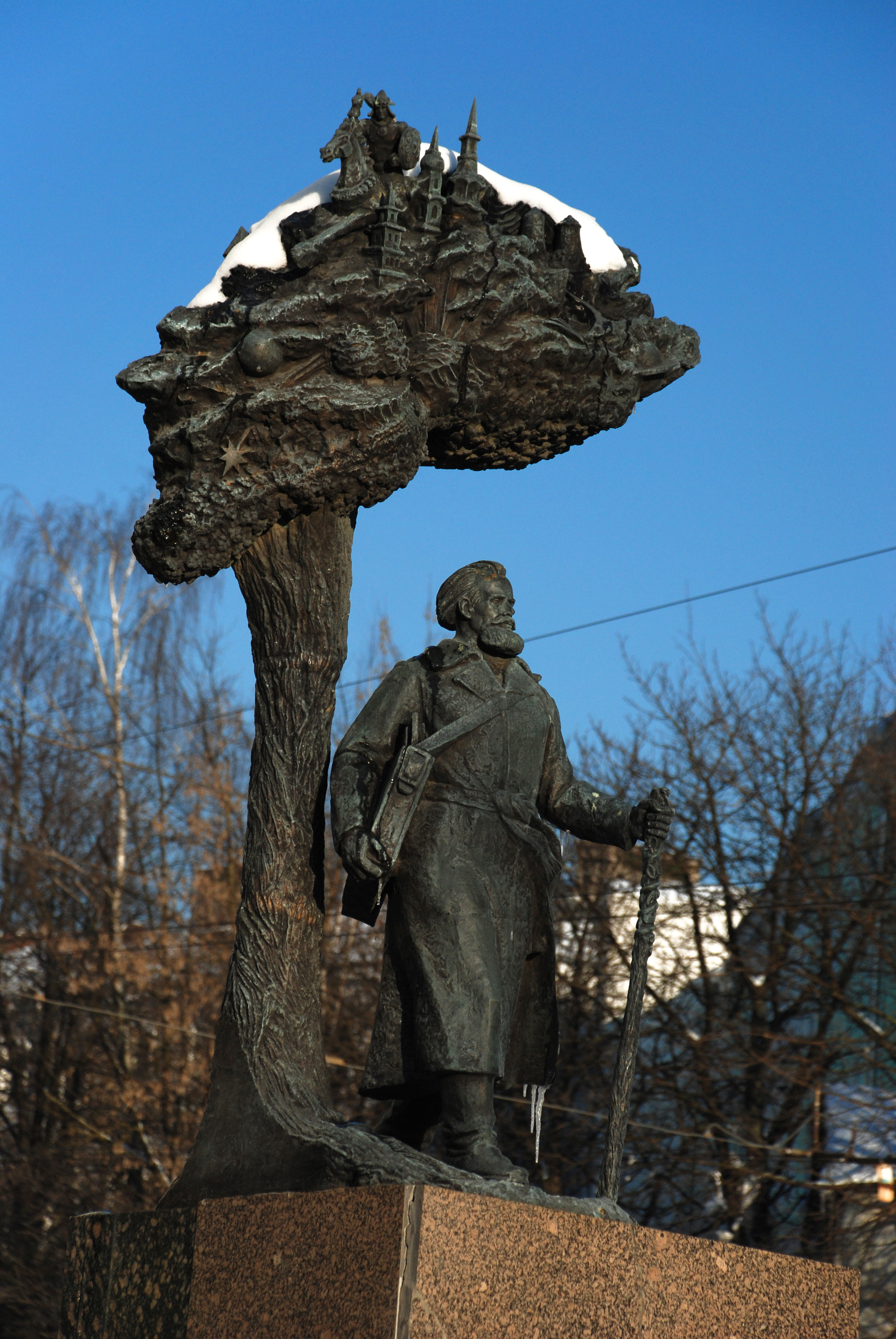
«Вечный странник» — памятник Язэпу Драздовичу в Минске. Скульптор Голубев И., архитектор Вячаслав Марухин.

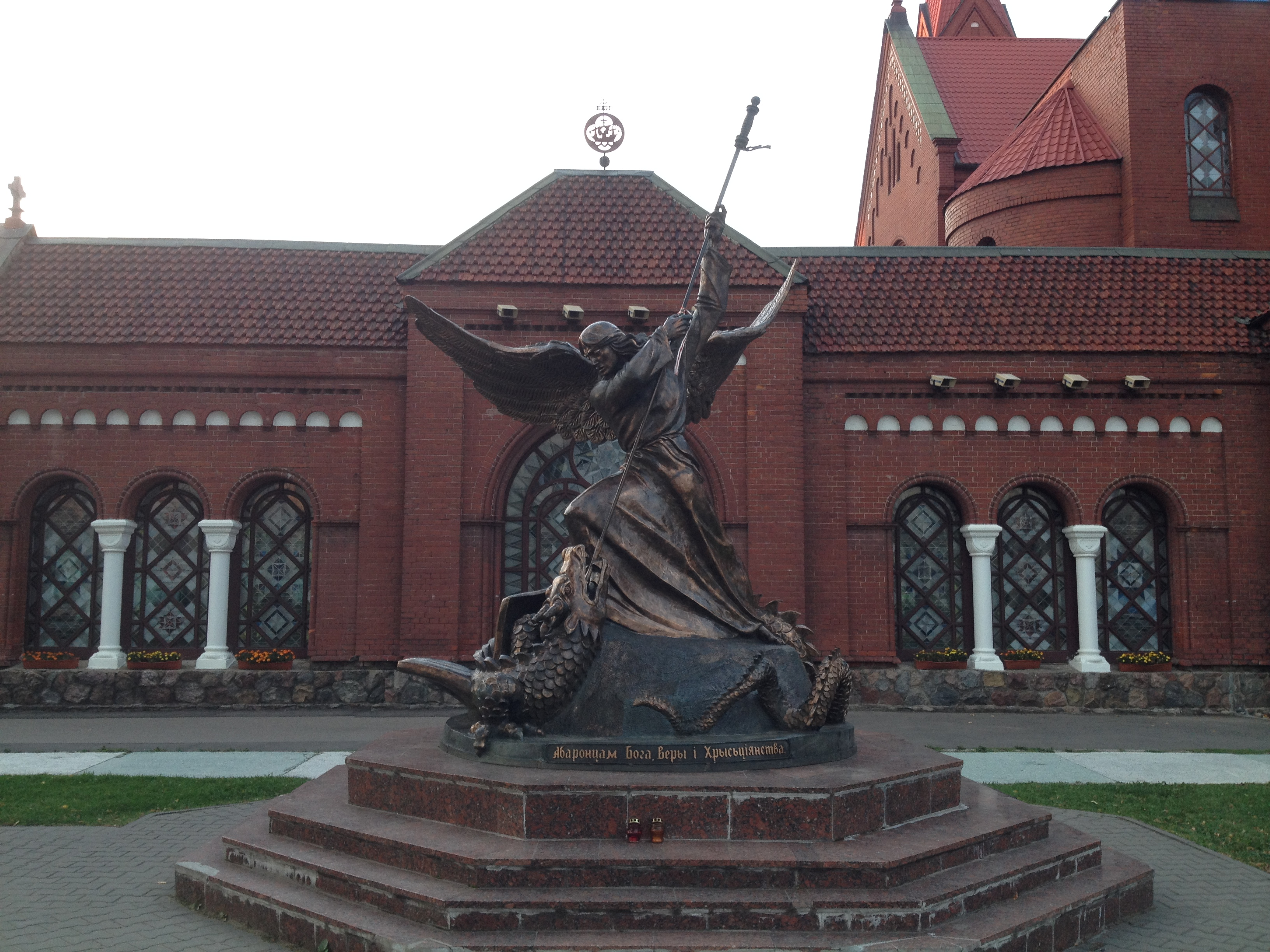
Памятник Архангелу Михаилу

## Признание
- Грамота Министерства культуры Беларуси за памятник белорусскому художнику Я. Дроздовичу (1993).
- Грамота «За внимание к трудам на ниве церковной в память 2000-летия Рождества Христова» от Патриарха Всея Белоруссии Митрополита Минского и Слуцкого Филарета за памятник преподобной Ефросинии Полоцкой (2000)
- Благодарственное письмо от наместника Свято-Успенского Псково-Печерского монастыря Архимандрита Тихона за создание памятника игумену Псково-Печерского монастыря Преподобномученнику Корнилию в городе Печоры Псковской области (2012)